# فهرست کشورها بر پایه جمعیت فارسی‌زبان

نقشه پراکندگی فارسی‌زبانان راهنما

این فهرستی از جمعیت کشورها بر پایهٔ جمعیت فارسی‌زبان است. فارسی دارای بیش از ۷۸ میلیون گویشور بومی در سراسر جهان است که این تعداد با در نظر گرفتن گویشوران زبان دوم در کل به ۱۲۰ میلیون نفر می‌رسد. در چند دهه کنونی فارسی‌زبان بسیاری به کشورهای مختلفی در سراسر جهان مهاجرت کرده و زبان فارسی را در این کشورها گسترانده‌اند. فارسی در ۲۹ کشور در جهان گفتگو می‌شود و از این نظر در رتبه ششم جهان قرار دارد.

## فارسی‌زبانان آسیا
فارسی‌زبان اکثریت قریب به اتفاق مردم کشورهای ایران، افغانستان و تاجیکستان در آسیا است. شمار فارسی‌زبانان ازبکستان نیز طبق آمار رسمی کشور بیش از ۱٫۵ میلیون نفر (۴٬۸٪) اعلام شده‌است، اما آمارهای مستقل شمار آنان را تا ۱۰ میلیون نفر (۳۰٪) برآورد کرده‌اند. جوامع بومی فارسی زبان در کشورهای بحرین، عراق، پاکستان، کویت، امارات متحده عربی، قطر، روسیه، جمهوری آذربایجان، قرقیزستان، قزاقستان، ترکمنستان، چین و هند نیز یافت می‌شوند.
فارسی به واسطه افزایش مهاجرت‌ها در قرن اخیر به کشورهای دیگر نیز راه یافته‌است. جوامع مهاجر فارسی‌زبان بیشتر در ترکیه، اسرائیل، عربستان سعودی، عمان، سوریه، یمن، لبنان، گرجستان، ژاپن و مالزی یافت می‌شوند. بزرگ‌ترین جوامع غیربومی فارسی‌زبان در آسیا در ترکیه و امارات هر یک با ۸۰۰ هزار، عراق با ۵۰۰ هزار، قطر با حدود ۲۸۰ هزار، و عربستان با ۲۴۰ هزار گویشور ساکن هستند.
فارسی در مدارس کشورهای لبنان، ارمنستان، قرقیزستان، قزاقستان، جمهوری آذربایجان و گرجستان به عنوان زبان دوم خارجی آموزش داده می‌شود.

### غرب آسیا
| #  | کشور              | کمینه تقریبی | بیشینه تقریبی | دیدگاه‌ها      |
| -- | ----------------- | ------------ | ------------- | ------------- |
| ۱  | ایران             | ۷۱۴۶۰۰۰۰     | ۹۲٬۳۲۰٬۰۰۰+   | [ ۴۲ ] [ ۴۳ ] |
| ۲  | ترکیه             |              | ۶۰۹٬۰۰۰       | [ ۴۴ ]        |
| ۳  | عراق              |              | ۶۴۵٬۰۰۰       | [ ۴۵ ]        |
| ۴  | امارات متحده عربی |              | ۴۰۷٬۰۰۰       | [ ۴۶ ]        |
| ۵  | عربستان سعودی     |              | ۲۲۳٬۰۰۰       | [ ۴۷ ]        |
| ۶  | قطر               |              | ۲۱۰٬۰۰۰       | [ ۴۸ ]        |
| ۷  | اسرائیل           |              | ۱۸۵٬۳۰۰       | [ ۴۹ ]        |
| ۸  | بحرین             |              | ۱۸۵٬۰۰۰       | [ ۵۰ ]        |
| ۹  | کویت              |              | ۱۲۰٬۰۰۰       | [ ۵۱ ]        |
| ۱۰ | عمان              |              | ۷۶٬۰۰۰        | [ ۵۲ ]        |
| ۱۱ | سوریه             |              | ۵۹٬۰۰۰        | [ ۵۳ ]        |
| ۱۲ | یمن               |              | ۴۰٬۰۰۰        | [ ۵۴ ]        |
| ۱۳ | لبنان             |              | ۴٬۰۰۰         | [ ۵۵ ]        |
| ۱۴ | جمهوری آذربایجان  |              | ۲٬۲۰۰         | [ ۵۶ ]        |
| ۱۵ | گرجستان           |              | ۱٬۰۰۰         | [ ۵۷ ]        |

### آسیای مرکزی
| # | کشور      | حداقل تقریبی | حداکثر تقریبی | ملاحظات |
| - | --------- | ------------ | ------------- | ------- |
| ۱ | ازبکستان  | ۷٬۲۲۰٬۰۰۰    | ۹٬۰۰۰٬۰۰۰     | [ ۴۲ ]  |
| ۲ | تاجیکستان |              | ۷٬۶۲۷٬۲۰۰     | [ ۴۲ ]  |
| ۳ | قرقیزستان |              | ۵۱٬۰۰۰        | [ ۵۸ ]  |
| ۴ | قزاقستان  |              | ۳۵٬۰۰۰        | [ ۵۹ ]  |
| ۵ | ترکمنستان |              | ۲۰٬۰۰۰        | [ ۶۰ ]  |

### جنوب آسیا
| # | کشور      | حداقل تقریبی | حداکثر تقریبی | ملاحظات |
| - | --------- | ------------ | ------------- | ------- |
| ۱ | افغانستان | ۲۰٬۰۰۰٬۰۰۰   | ۲۵٬۰۰۰٬۰۰۰    | [ ۴۲ ]  |
| ۲ | پاکستان   | ۱٬۸۰۰٬۰۰۰    | ۲٬۵۰۰٬۰۰۰     | [ ۶۱ ]  |
| ۳ | هند       |              | ۱۲٬۰۰۰        | [ ۶۲ ]  |
| ۴ | بنگلادش   |              | ۱٬۰۰۰         | [ ۶۳ ]  |

### شرق آسیا
| # | کشور | حداقل تقریبی | حداکثر تقریبی | ملاحظات |
| - | ---- | ------------ | ------------- | ------- |
| ۱ | ژاپن |              | ۵۱٬۰۰۰        | [ ۶۴ ]  |

## فارسی‌زبانان دراروپا
زبان فارسی در اروپا به صورت بومی فقط در قفقاز و توسط تات‌ها گفتگو می‌شود که در جمهوری آذربایجان و روسیه (جنوب داغستان) سکونت دارند. فارسی‌زبانان قفقاز در سال ۱۹۰۱ بیش از ۱۳۵٬۰۰۰ نفر جمعیت داشته‌اند. امروزه با وجود چندین برابر شدن جمعیت منطقه قفقاز، گویش فارسی تاتی تنها ۲۳٬۰۰۰ گویشور دارد. این زبان در آذربایجان به نفع ترکی آذربایجانی به شدت در حال عقب‌نشینی است و از سوی یونسکو در فهرست زبان‌های در خطر جای گرفته‌است. این گویش از فارسی در جمهوری خودمختار داغستان فدراسیون روسیه از وضعیت رسمی برخوردار است و در مدارس ابتدایی آموزش داده می‌شود.
جوامع مهاجر فارسی‌زبان در سرتاسر اروپا پراکنده‌اند اما بیشتر آن‌ها در روسیه (حدود ۱ میلیون؛ عمدتاً تاجیک)، آلمان (۱۲۵ هزار)، بریتانیا (حدود ۹۰ هزار)، سوئد (۷۰ هزار)، فرانسه (۶۵ هزار)، و هلند (حدود ۳۰ هزار) می‌زیند.
زبان فارسی در مدارس کشورهای آلمان، صربستان و لهستان به عنوان زبان دوم خارجی آموزش داده می‌شود.
| #  | کشور     | حداقل تقریبی | حداکثر تقریبی | ملاحظات |
| -- | -------- | ------------ | ------------- | ------- |
| ۱  | روسیه    |              | ۱۲۴٬۰۰۰       | [ ۷۸ ]  |
| ۲  | آلمان    |              | ۱۰۰٬۰۰۰       | [ ۷۹ ]  |
| ۳  | بریتانیا |              | ۸۰٬۰۰۰        | [ ۸۰ ]  |
| ۴  | فرانسه   |              | ۶۵٬۰۰۰        | [ ۸۱ ]  |
| ۵  | سوئد     |              | ۱۰۰٬۰۰۰       | [ ۸۲ ]  |
| ۶  | هلند     |              | ۳۰٬۰۰۰        | [ ۸۳ ]  |
| ۷  | اتریش    |              | ۱۷٬۰۰۰        | [ ۸۴ ]  |
| ۸  | نروژ     |              | ۱۵٬۰۰۰        | [ ۸۵ ]  |
| ۹  | یونان    |              | ۱۱٬۰۰۰        | [ ۸۶ ]  |
| ۱۰ | اوکراین  |              | ۴٬۴۰۰         | [ ۸۷ ]  |
| ۱۱ | فنلاند   |              | ۴٬۰۰۰         | [ ۸۸ ]  |
| ۱۲ | بلژیک    |              | ۳٬۷۰۰         | [ ۸۹ ]  |
| ۱۳ | اسپانیا  |              | ۲٬۳۰۰         | [ ۹۰ ]  |
| ۱۴ | ایتالیا  |              | ۱٬۱۰۰         | [ ۹۱ ]  |

## فارسی‌زبانان درقارهٔ آمریکا
فارسی‌زبانان در آمریکای شمالی بیشتر در آمریکا و کانادا متمرکز هستند.
شمار فارسی‌زبانان آمریکا طبق نظرسنجی در سال ۲۰۱۷ برابر با ۴۲۰ هزار نفر اعلام شده‌است. آمارهای غیررسمی شمار ایرانیان را تا دو میلیون نفر نیز برآورد کرده‌اند که بخش اعظم آن‌ها فارسی‌زبانند. کالیفرنیا در بر گیرنده بزرگ‌ترین جامعه فارسی‌زبان در خارج از آسیا است. در سال ۲۰۱۰، ۰٫۵۲٪ از جمعیت کالیفرنیا زبان خود را فارسی معرفی کردند و فارسی ششمین زبان پرگویشور این ایالت به‌شمار می‌رفت. بیشتر فارسی‌زبانان کالیفرنیا در لس آنجلس، به ویژه منطقه وست‌وود که به تهرانجلس معروف است، می‌زیند. بیش از ۲۰۰ هزار افغانستانی در آمریکا حضور دارند که ۶۵٪ از آن‌ها تاجیک هستند.
در سرشماری ۲۰۱۶ کانادا، شمار فارسی‌زبانان این کشور ۲۵۲٬۳۲۰ نفر اعلام شد. بیشتر فارسی‌زبانان در ریچموند هیل، تورنتو، شمال ونکوور، مونترآل و اتاوا ساکنند. تورنتو با داشتن حدود ۱۲۰ هزار فارسی‌زبان، در بر گیرنده بزرگ‌ترین جامعه فارسی‌زبان کاناداست.
| # | کشور                | حداقل تقریبی | حداکثر تقریبی | ملاحظات |
| - | ------------------- | ------------ | ------------- | ------- |
| ۱ | ایالات متحده آمریکا |              | ۲٬۰۰۰٬۰۰۰     | [ ۱۰۵ ] |
| ۲ | کانادا              |              | ۴۰۰٬۰۰۰       | [ ۱۰۶ ] |

## فارسی‌زبانان دراقیانوسیه
تقریباً همه فارسی‌زبانان اقیانوسیه در دو کشور استرالیا و نیوزیلند ساکنند. فارسی‌زبانان در سال ۲۰۱۶ بیش از ۱۱۰ هزار نفر از جمعیت استرالیا را می‌ساختند. بیشینه فارسی‌زبانان در ایالت‌های نیو ساوت ولز، ویکتوریا و کوئینزلند این کشور حضور دارند. فارسی‌زبانان نیوزیلند در سرشماری سال ۲۰۱۸ دارای بیش از ۷٬۰۰۰ جمعیت بودند که بیشتر در آوکلند و پیرامون آن متمرکز بودند.
| # | کشور     | حداقل تقریبی | حداکثر تقریبی | ملاحظات |
| - | -------- | ------------ | ------------- | ------- |
| ۱ | استرالیا |              | ۹۱٬۰۰۰        | [ ۱۱۲ ] |
| ۲ | نیوزیلند |              | ۳٬۲۰۰         | [ ۱۱۳ ] |

## سایر نقاط جهان
فارسی در آمریکای مرکزی و جنوبی دارای ۱۰۰ هزار و در سراسر قاره آفریقا دارای نزدیک به ۲۵ هزار گویشور است.